# Calanthe hennisii
Calanthe vestita là một loài thực vật có hoa trong họ Lan. Loài này được Loher mô tả khoa học đầu tiên năm 1909.